# Opel Omega
Opel Omega – samochód osobowy klasy średniej-wyższej produkowany przez niemiecką markę Opel w latach 1986–2003..

## Pierwsza generacja

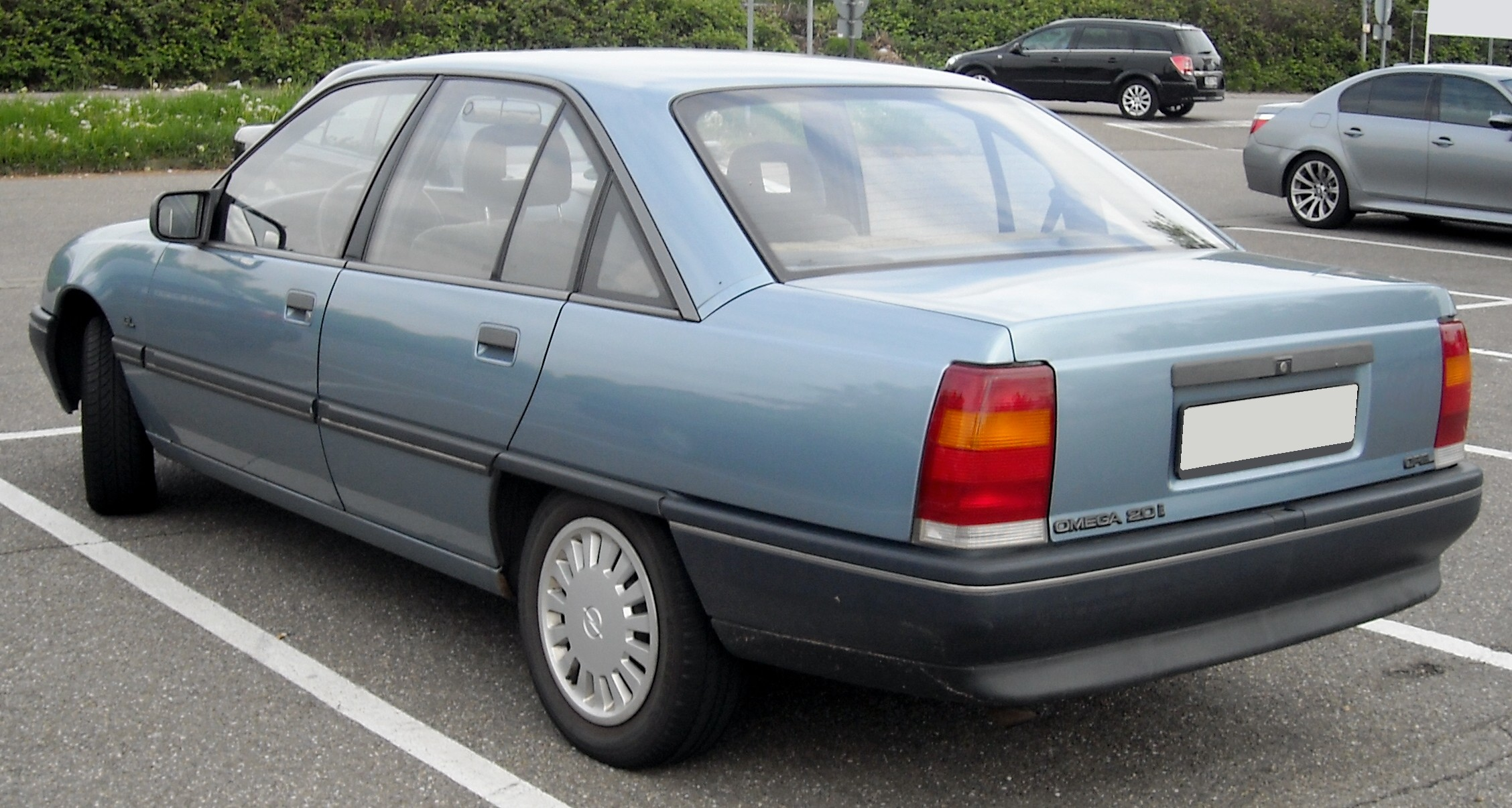
Opel Omega A – tył

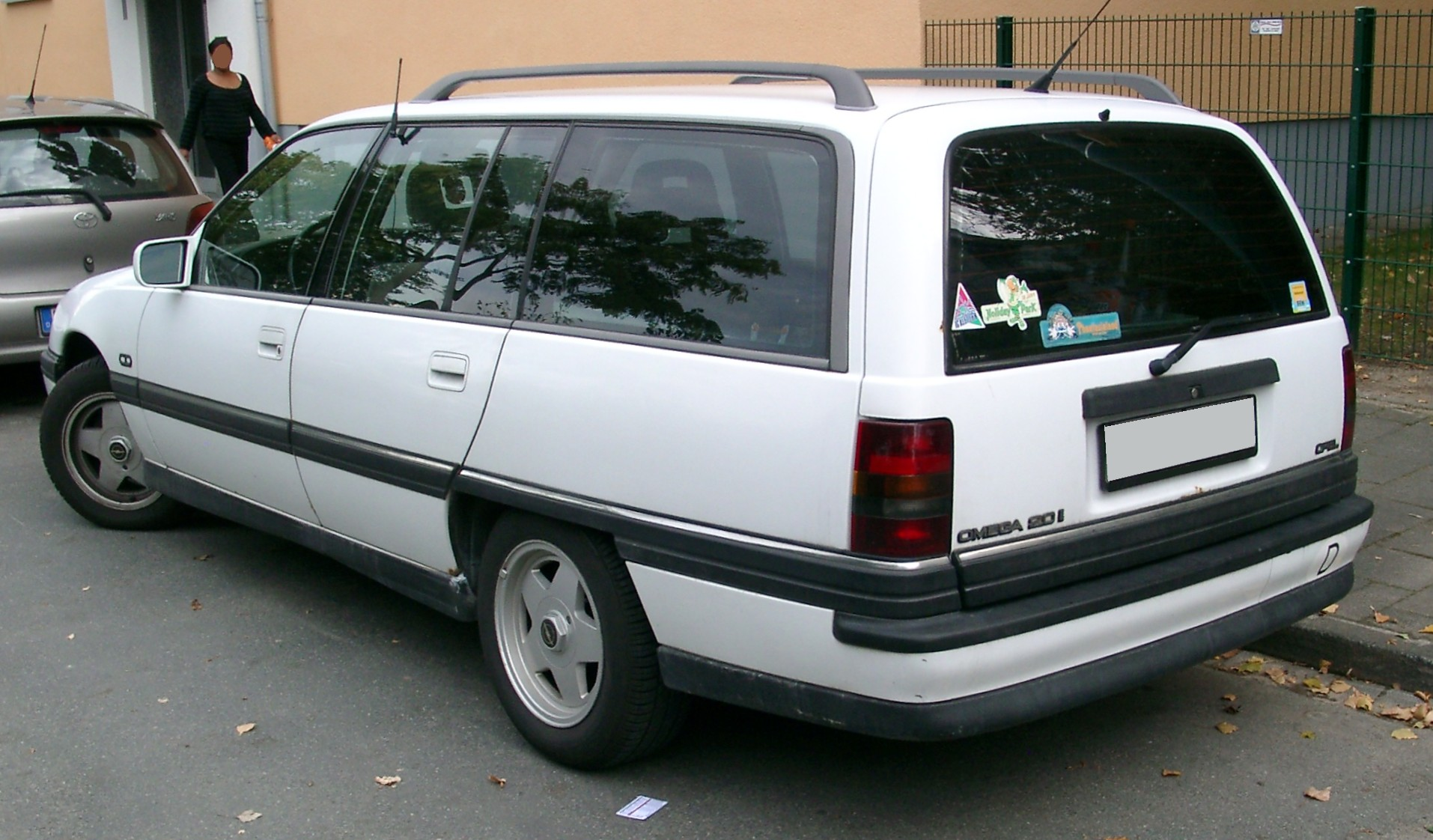
Opel Omega A Kombi

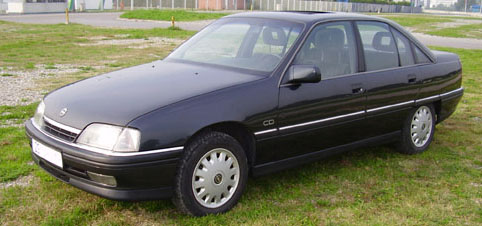
Opel Omega A po liftingu

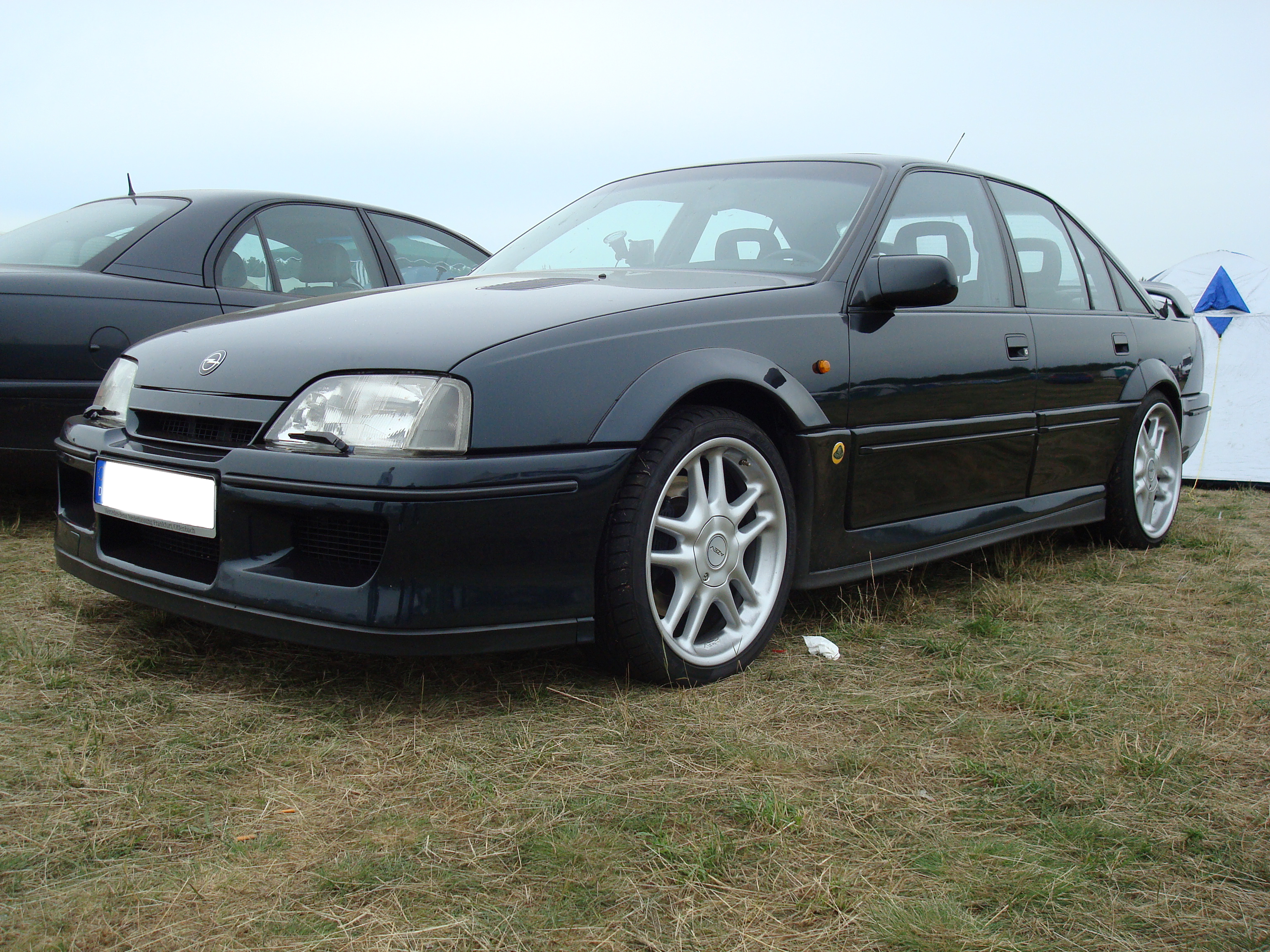
Lotus Omega

Opel Omega I został po raz pierwszy zaprezentowany w 1986 roku.
Produkcję Omegi I rozpoczęto we wrześniu 1986 roku w niemieckiej fabryce w Rüsselsheim am Main. Auto dostępne było w wersji sedan oraz kombi nazywane przez Opla – Caravan. W innych krajach samochód był dostępny pod innymi nazwami: Vauxhall Carlton w Wielkiej Brytanii oraz Chevrolet Omega i Chevrolet Suprema (kombi) w Brazylii. Opel Omega A był również inspiracją przy budowie samochodu Holden Commodore w Australii.
W 1987 roku wprowadzono do ofert sześciocylindrowy silnik benzynowy o pojemności 3 l i mocy od 156 do 177 KM. W latach 1988–1989 pod jego maską pojawił się 2,4-litrowy silnik benzynowy, a także zastosowano wzmocniony silnik 2.3 TD. W 1990 roku auto zostało poddane delikatnej modernizacji. Zmieniono m.in. atrapę chłodnicy, zderzaki, zastosowano większe reflektory oraz przyciemnione światła tylne i boczne kierunkowskazy, a paletę silników wzbogacono o silnik o pojemności 2.6 l.
W 1987 roku Omega A została wybrana w głosowaniu na Europejski Samochód Roku. Model ten był również wykorzystywany jako radiowóz w brytyjskiej policji, a także jako karawan w innych krajach. W 1990 roku Omega A przeszła facelifting, zmieniono m.in. osłonę chłodnicy, zderzaki oraz tylne światła.
Najmocniejszą Omegą był skonstruowany przez firmę Lotus model Opel Lotus Omega wyposażony w 6-cylindrowy silnik o pojemności 3.6 l i mocy 377 KM osiąganej przy pomocy dwóch turbosprężarek.

### Jednostki napędowe
- Benzynowe:
  - R4 1.8 o mocy 82 KM (kod: 18NV) w latach 1986–1987
  - R4 1.8 o mocy 90 KM (kod: 18SV) w latach 1986–1987
  - R4 1.8S o mocy 88 KM (kod: E18NVR) w latach 1987–1990
  - R4 1.8i o mocy 115 KM (kod: 18SEH) w latach 1986–1992
  - R4 2.0i o mocy 99 KM (kod: C20NEJ) w latach 1990–1993
  - R4 2.0i o mocy 100 KM (kod: C20NEF)
  - R4 2.0i o mocy 115 KM (kod: C20NE) w latach 1986–1993
  - R4 2.0i o mocy 122 KM (kod: 20SE) w latach 1986–1987
  - R4 2.4i o mocy 125 KM (kod: C24NE)w latach 1988–1993
  - R6 2.6i o mocy 150 KM (kod: C26NE) w latach 1990–1993
  - R6 3.0i o mocy 156 KM (kod: C30LE) w latach 1986–1988
  - R6 3.0i o mocy 177 KM (kod: 30NE) w latach 1986–1990
  - R6 3.0Si o mocy 177 KM (kod: C30NE) w latach 1988–1993
  - R6 3.0i 24V o mocy 200 KM (kod: C30SEJ) w latach 1990–1993
  - R6 3000 24V o mocy 204 KM (kod: C30SE) w latach 1989–1993
- Irmscher
  - R6 3.0 Evo 500 o mocy 230 KM (kod: C30XEI) w latach 1991–1993
  - R6 3.6i o mocy 208 KM (kod: C36NEI)
  - R6 3.6i o mocy 197 KM (kod: C36NE)
  - R6 4.0i 24V o mocy 272 KM (kod: C40SE) w latach 1991–1993
- Lotus Omega
  - 3.6i o mocy 377 KM (kod: C36GET) w latach 1990–1992
- Diesla:
  - R4 2.3 D o mocy 73 KM (kod: 23YD) w latach 1986–1993
  - R4 2.3 TD o mocy 90 KM (kod: 23YDT) w latach 1986–1988
  - R4 2.3 TD o mocy 100 KM (kod: 23DTR) w latach 1988–1993

W samochodzie dostępna była skrzynia manualna pięciobiegowa oraz czterobiegowy automat z trybami SPORT oraz ZIMA (Auto rusza wtedy z drugiego biegu).

### Dane techniczne
| Wersja                | Silnik                           | Układ zasilania          | Średnica × skok tłoka | St. sprężania      | Moc maksymalna                     | Maks. moment obrotowy     | 0–100 km/h         | V-max              |
| Silniki benzynowe:    | Silniki benzynowe:               | Silniki benzynowe:       | Silniki benzynowe:    | Silniki benzynowe: | Silniki benzynowe:                 | Silniki benzynowe:        | Silniki benzynowe: | Silniki benzynowe: |
| --------------------- | -------------------------------- | ------------------------ | --------------------- | ------------------ | ---------------------------------- | ------------------------- | ------------------ | ------------------ |
| 1.8                   | R4 1,8 l (1796 cm³), SOHC        | b.d.                     | 84,80 × 79,50 mm      | b.d.               | 88 KM (65 kW) przy 5200 obr./min   | 140 Nm przy 3400 obr./min | 14,0 s             | 183 km/h           |
| 1.8iL                 | R4 1,8 l (1796 cm³), SOHC        | wtrysk Bo L-Jet          | 84,80 × 79,50 mm      | 9,5:1              | 116 KM (85 kW) przy 5600 obr./min  | 160 Nm przy 4500 obr./min | 10,8 s             | 192 km/h           |
| 2.0i                  | R4 2,0 l (1998 cm³), SOHC        | wtrysk Bo Mot            | 86,00 × 86,00 mm      | 9,2:1              | 115 KM (85 kW) przy 5200 obr./min  | 170 Nm przy 2600 obr./min | 11,0 s             | 195 km/h           |
| 2.0i CD               | R4 2,0 l (1998 cm³), SOHC        | wtrysk Bo Mot            | 86,00 × 86,00 mm      | 10,0:1             | 122KM (90 kW) przy 5200 obr./min   | 175 Nm przy 2600 obr./min | 10,4 s             | 200 km/h           |
| 2.4i CD               | R4 2,4 l (2410 cm³), CIH         | wtrysk Bo Mot            | 95,00 × 85,00 mm      | 9,2:1              | 125 KM (92 kW) przy 4800 obr./min  | 195 Nm przy 2400 obr./min | 10,8 s             | 200 km/h           |
| 2.6i CD               | R6 2,6 l (2595 cm³), SOHC        | wtrysk Bo LE-Jet         | 88,80 × 69,80 mm      | 9,4:1              | 150 KM (110 kW) przy 5800 obr./min | 216 Nm przy 3600 obr./min | 10 s               | 215 km/h           |
| 3.0i CDX              | R6 3,0 l (2969 cm³), SOHC        | wtrysk Bo LE-Jet         | 95,00 × 69,80 mm      | 9,4:1              | 177 KM (130 kW) przy 5600 obr./min | 240 Nm przy 4400 obr./min | 9 s                | 227 km/h           |
| 3.0 GSi 24v           | R6 3,0 l (2969 cm³), DOHC        | wtrysk Bo Mot            | 95,00 × 69,80 mm      | 10,0:1             | 204 KM (150 kW) przy 6000 obr./min | 270 Nm przy 3000 obr./min | 7,7 s              | 235 km/h           |
| Evolution 500         | R6 3,0 l (2969 cm³), DOHC        | wtrysk Bo Motronic M 1.5 | 95,00 × 69,80 mm      | 10,5:1             | 230 KM (169 kW) przy 6700 obr./min | 280 Nm przy 3500 obr./min | 7,6 s              | 230 km/h           |
| Lotus Omega           | R6 3,6 l (3615 cm³), DOHC, turbo | wtrysk Bo Motronic M 1.5 | 95,00 × 69,80 mm      | 8,5:1              | 377 KM (277 kW) przy 5200 obr./min | 568 Nm przy 4200 obr./min | 5,4 s              | 283 km/h           |
| Silniki wysokoprężne: |                                  |                          |                       |                    |                                    |                           |                    |                    |
| 2.3 D                 | R4 2,3 l (2260 cm³), OHC         | pompa wtryskowa VE4      | 92,00 × 85,00 mm      | 23,0:1             | 73 KM (54 kW) przy 4400 obr./min   | 138 Nm przy 2400 obr./min | 19,0 s             | 163 km/h           |
| 2.3 TD CD             | R4 2,3 l (2260 cm³), OHC, Turbo  | pompa wtryskowa VE4      | 92,00 × 85,00 mm      | 23,0:1             | 101 KM (74 kW) przy 4300 obr./min  | 218 Nm przy 2000 obr./min | 15,0 s             | 180 km/h           |

### Wersje wyposażenia
- LS
- GL
- GLS
- CD

Samochód wyposażony był m.in. w elektroniczne sterowanie silnikiem, system ABS, komputer pokładowy pokazujący m.in. średnią prędkość lub chwilowe zużycie paliwa; klimatyzowany schowek. W latach 1987–1991 w wersji CD zamiast klasycznych zegarów auto można było wyposażyć m.in. w ciekłokrystaliczny wyświetlacz. Auto wyposażone było standardowo jako jedno z pierwszych pojazdów na świecie w system autodiagnozy dzięki której błędy można było odczytać za pomocą sprzętu serwisowego.

### Wersje specjalne
- Opel Omega 3000/Carlton GSi 3000 – model produkowany od 1987 do 1993 roku. Zbudowany w oparciu o model Opel Omega A produkowany przez koncern General Motors.

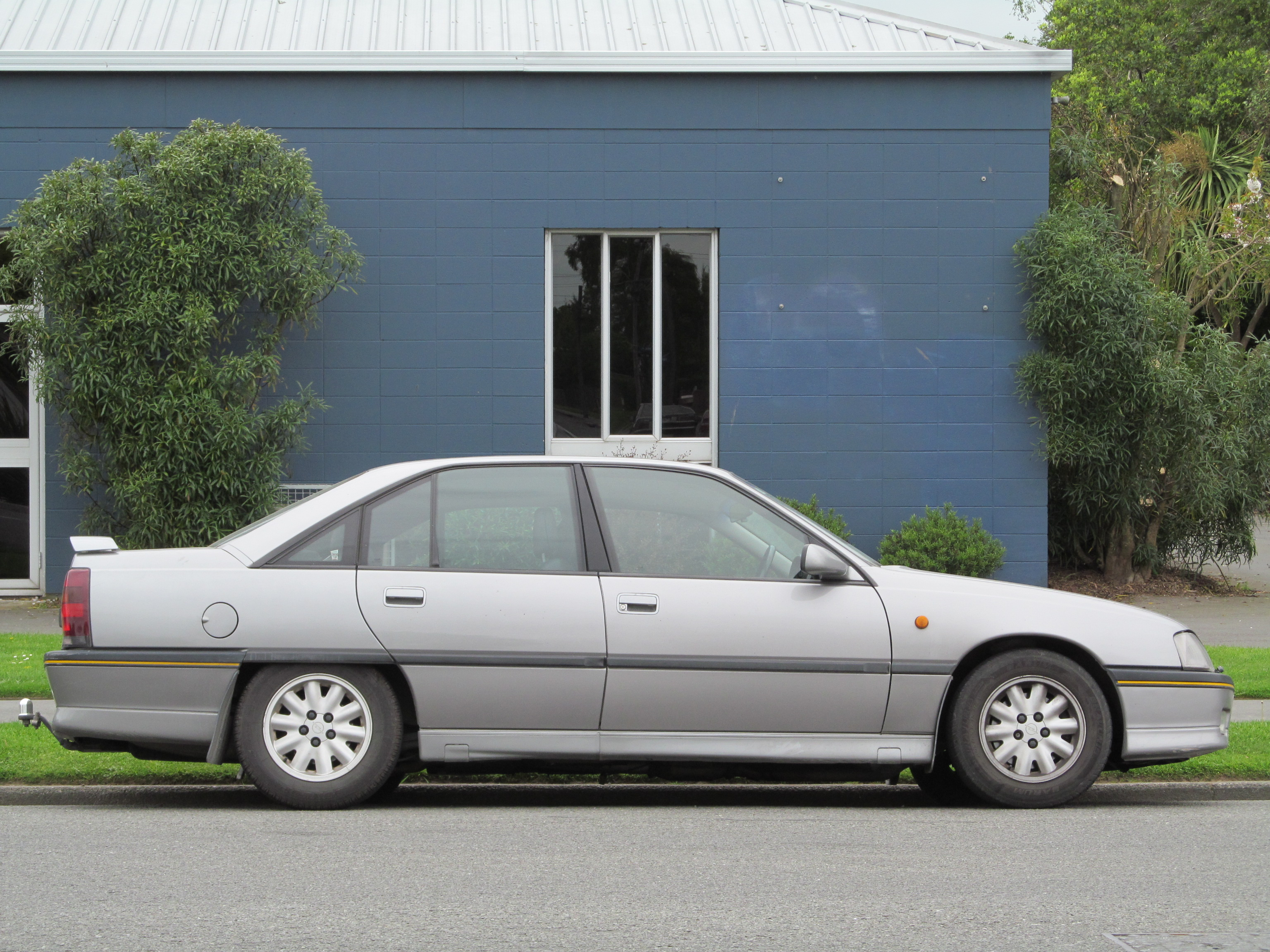
Opel Omega A 3000 – profil auta

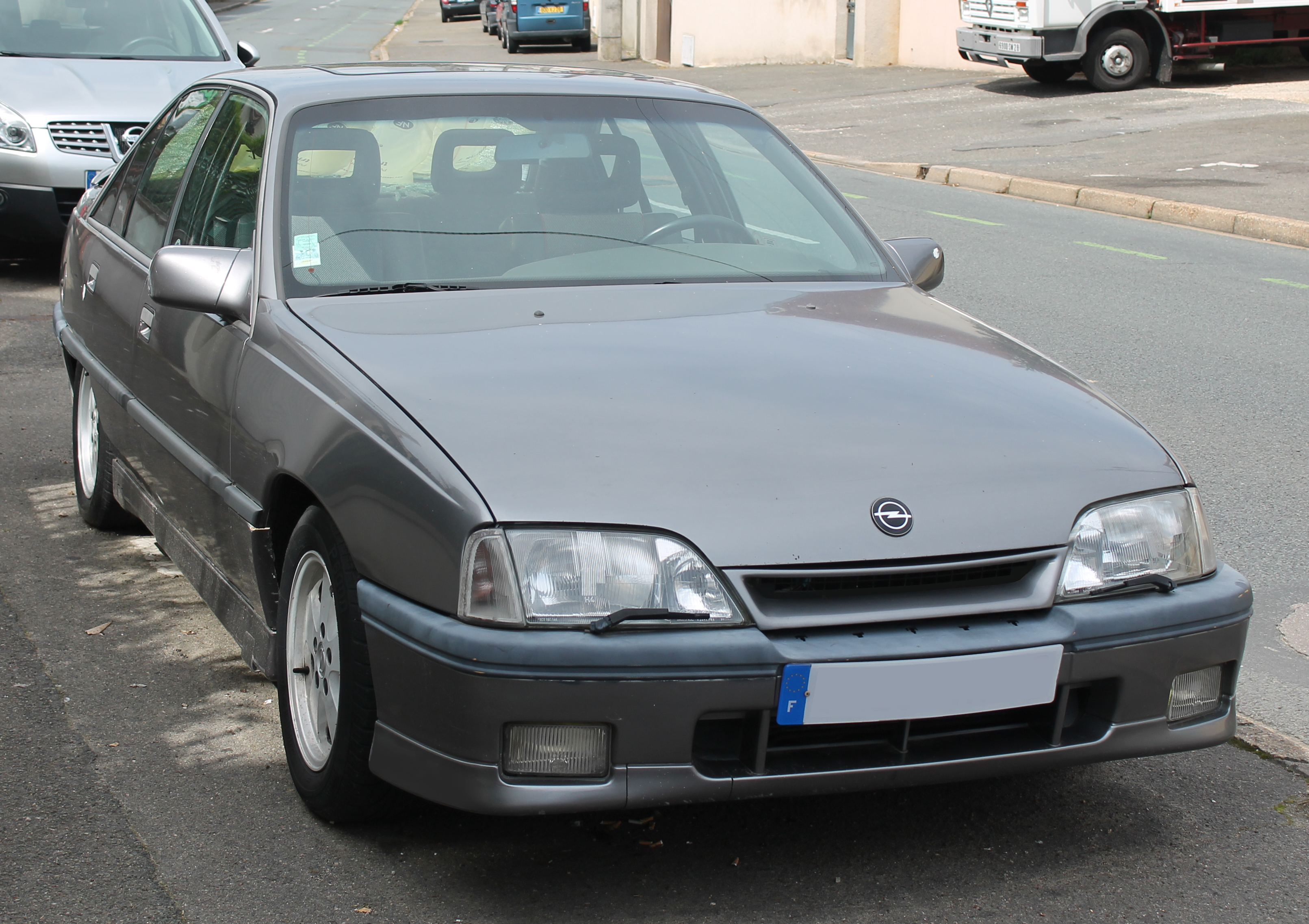
Opel Omega A 3000 – przód auta

Omega 3000 była lekko zmodyfikowaną wersją sedana Omega A. Różnice zewnętrzne, w stosunku do modelu „fabrycznego”, były następujące: obniżone i utwardzone nadwozie, inny spojlero-zderzak przedni (niższy niż standardowo, o sportowym wyglądzie, z wbudowanymi halogenami), inny tylny zderzak – z miejscem na dwururowy w wersji 24v i jednorurowy w wersji 12v wydech z chromowanymi końcówkami, fabryczny tylny spojler, inne felgi aluminiowe – dostępne tylko w tym modelu, inne światła przednie – dzielone dwureflektorowe (osobny halogen do świateł drogowych), bardzo stylowy napis Omega 3000 po lewej i Opel po prawej stronie klapy bagażnika, plastikowe nakładki za nadkolami przednimi (poniżej linii listew ozdobnych, pomiędzy przednim nadkolem a przednimi drzwiami). Oprócz zmian zewnętrznych, były także zmiany wewnętrzne: fabryczne kubełkowe półskórzane fotele firmy Recaro, kierownica z napisem „Omega 3000” obszyta skórą, progi o przekroju kwadratu (a nie owalnym jak w zwykłych Omegach) z elementami aluminium. Całości ogólnego wrażenia wysokiej klasy i smaku dopełniały wskaźniki, a właściwie prędkościomierz, który kończył się na prędkości 280 km/h.
Samochód wyposażony był w standardową, pięciobiegową ręczną skrzynię biegów, za pośrednictwem której moc przekazywana była na tylne koła. Jak na rasowy samochód sportowy przystało, Omega 3000 wyposażona była standardowo w szperę (mechanizm różnicowy o ograniczonym poślizgu) o stopniu 45%. Dzięki tym przeróbkom samochód w wersji ze skrzynią manualną osiągał przyśpieszenie 0–100 km/h w 7,6 s oraz 0–160 km/h około 17 s (to całkiem przyzwoite rezultaty jeśli uzmysłowimy sobie, że samochód ten ważył ponad 1500 kg wraz z kierowcą). Prędkość mocniejszej wersji to 240 km/h.
Omega 3000 była produkowana w dwóch wersjach nadwozia oraz dwóch wersjach silników – po roku 1991 przeprowadzono nieco zmian kosmetycznych (typowy face-lifting, np. przydymiono tylne światła) nie zmieniających w większym stopniu wyglądu samochodu oraz zastąpiono silnik 3.0 o mocy 177 KM z 12-zaworami, nowym silnikiem 24-zaworowym z doładowaniem w systemie Dual Ram. W efekcie tego fabryczna moc wzrosła ze 177 do 204 KM a moment obrotowy wzrósł o 30 Nm.
| Model                               | 3000 12v                             | 3000 24v                             |
| ----------------------------------- | ------------------------------------ | ------------------------------------ |
| Cylindry/Zawory                     | Rzędowy 6 cyl./12v                   | Rzędowy 6 cyl./24v                   |
| Średnica cylindra × Skok tłoka (mm) | 92,0 × 86,0 mm                       | 92,0 × 86,0 mm                       |
| Pojemność skok.³                    | 2969 cm³                             | 2968 cm³                             |
| Sprężanie                           | 9,2:1                                | 10:1                                 |
| Moc. Maksymalna                     | 130 kW (177 KM) przy 5800 obr./min   | 150 kW (204 KM) przy 6000 obr./min   |
| Max. moment obr.                    | 240 Nm przy 4200 obr./min            | 270 Nm przy 3600 obr./min            |
| Prędkość maksymalna                 | 225 km/h                             | 240 km/h                             |
| Przyśpieszenie 0–100 km/h           | 9,0 s                                | 7,6 s                                |
| Rozmiar ogumienia                   | 7,0Jx15 (205/65/15)                  | 7,0Jx15 (205/65/15)                  |
| Średnie spalanie l/100 km           | 11,0 l                               | 10,4 l                               |
| Ciężar własny                       | 1455 kg (auto przygotowane do jazdy) | 1465 kg (auto przygotowane do jazdy) |

- Opel Diamant
- Omega Evolution 500
- Lotus Omega

## Druga generacja

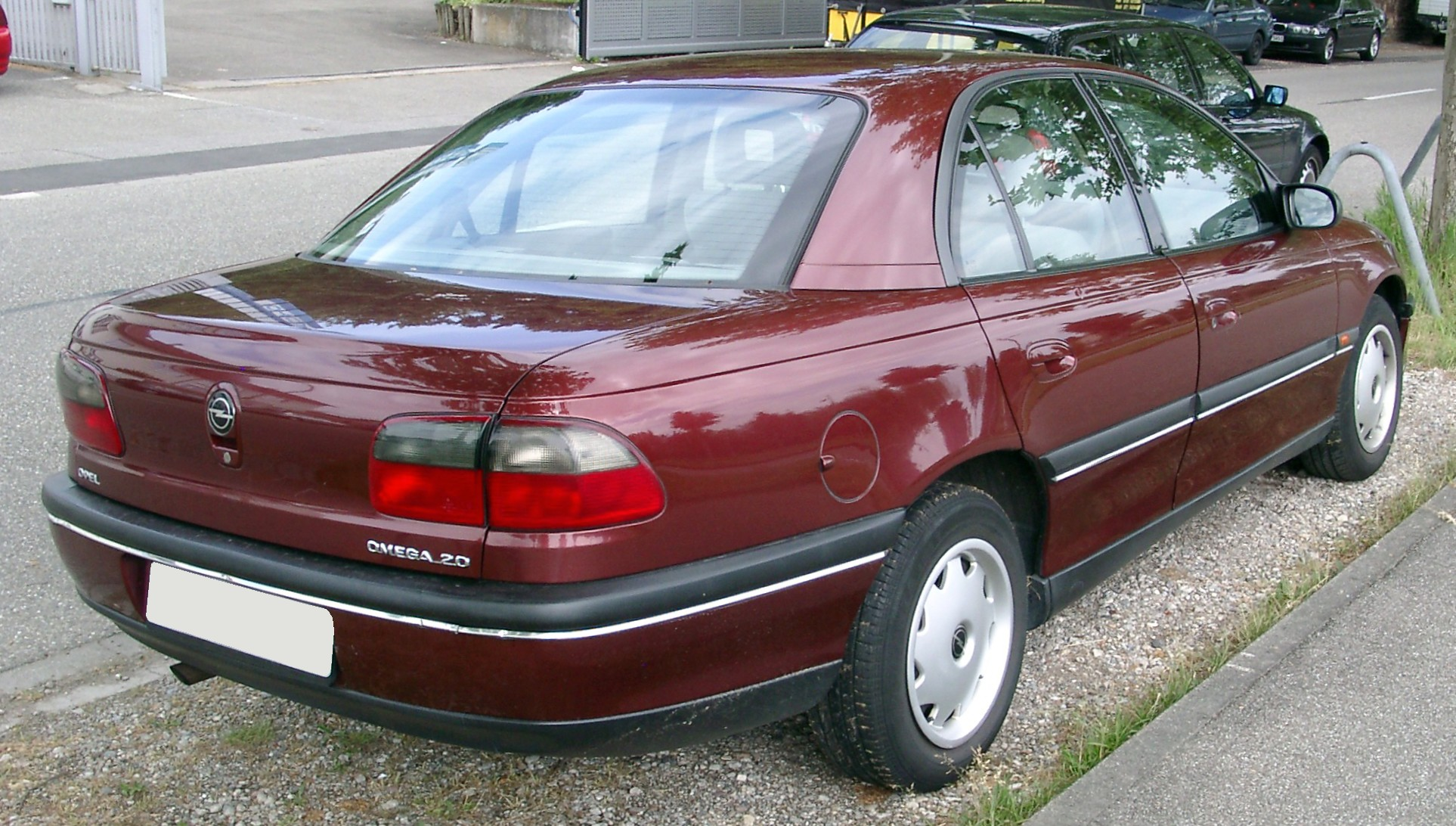
Opel Omega B – tył

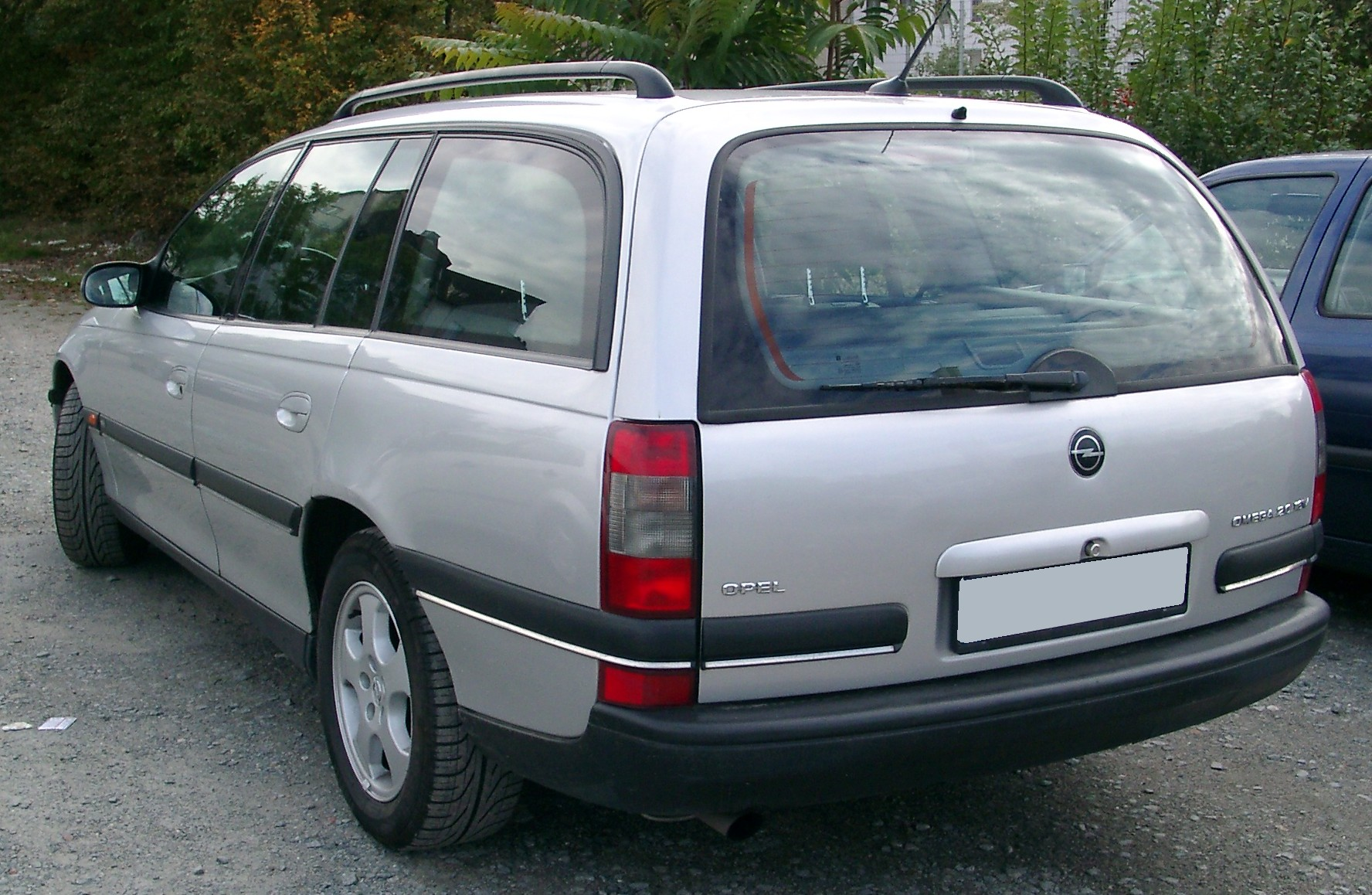
Opel Omega B Kombi

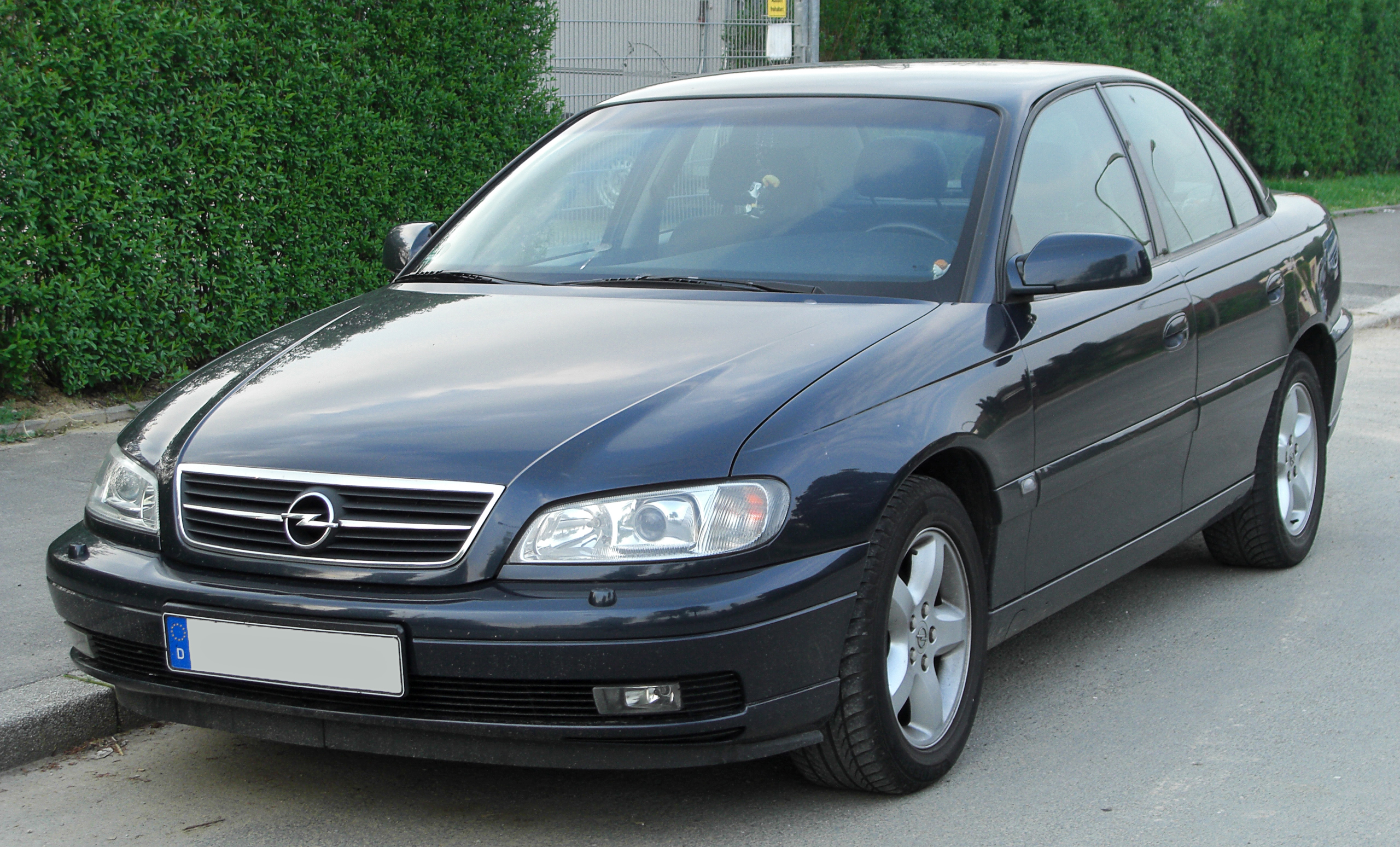
Opel Omega B po liftingu

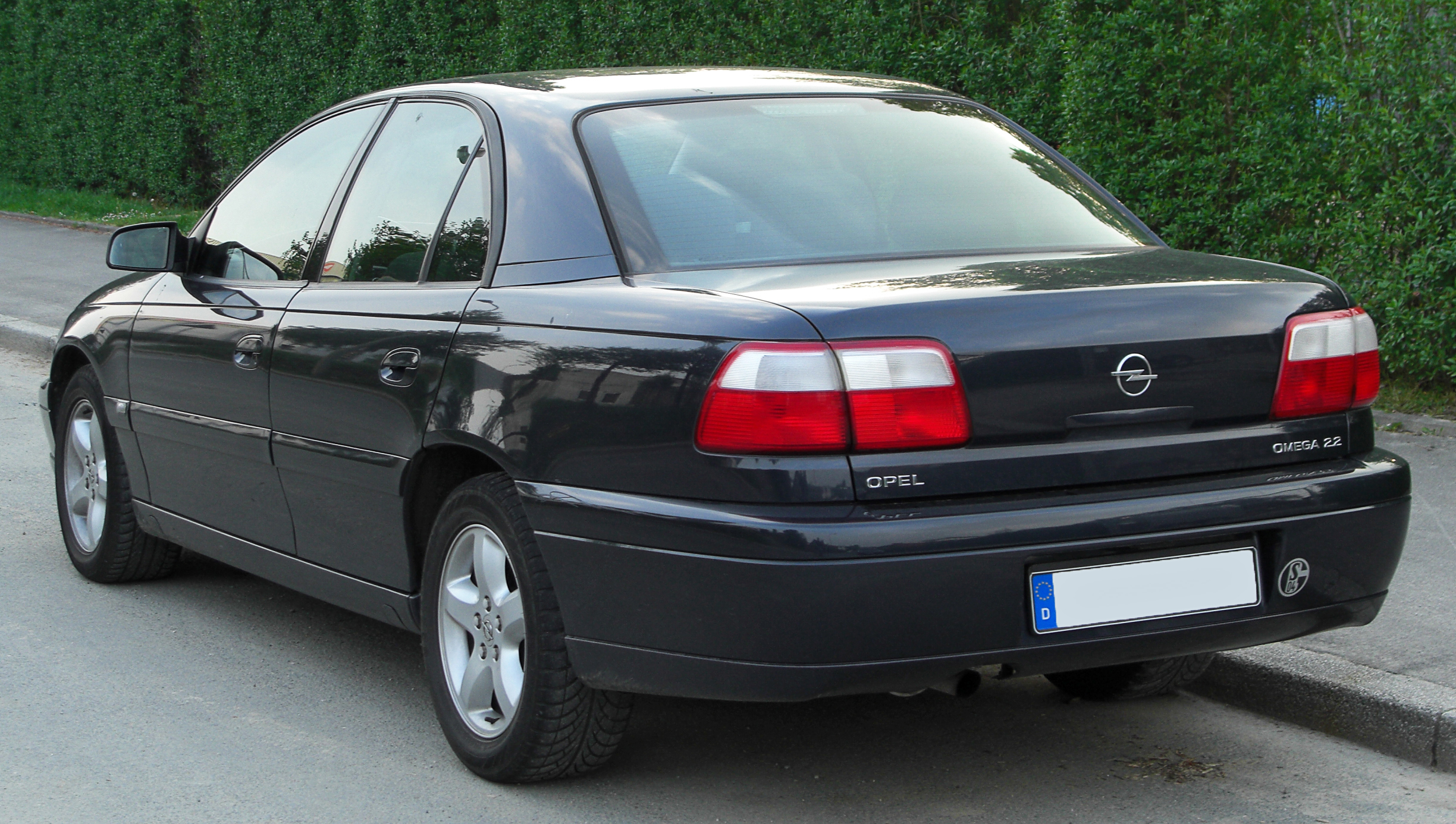
Opel Omega B – tył po liftingu

Opel Omega II został zaprezentowany po raz pierwszy w 1994 roku.
Omega B w salonach dostępna była od 29 kwietnia 1994 roku. Samochód w przeciwieństwie do pierwszej generacji charakteryzował się opływową oraz nowoczesną stylistyką. Wraz ze zmianami nadwozia pojawiły się także zmiany silnikowe. Dodano nowoczesne silniki z rodziny Ecotec. Auto urosło oraz przybrało na wadze. W ciągu pięciu kolejnych lat, aż do prezentacji odmłodzonego modelu Omegi, przeprowadzono kilkakrotnie mniejsze modyfikacje, mające na celu poprawę jakości i bezawaryjności. W 1996 roku między innymi zmieniono nieznacznie kształt maski, oraz automatyczną klimatyzację Climatronic, dodano fabryczną nawigację, usunięto zamek w drzwiach przednich po stronie pasażera oraz zmieniono kierownicę (z mniejszym logiem Opla) oraz wzbogacono wyposażenie o boczne poduszki powietrzne (łącznie 4 poduszki), a także (wprowadzono również inne pomniejsze modyfikacje takie jak zmiany kształtów zagłówków, naklejane – srebrne – logo na klamce bagażnika). W 1997 roku udoskonalono zabezpieczenia antykorozyjne (ocynk, początkowo w newralgicznych miejscach, później na całej karoserii).
W plebiscycie na Europejski Samochód Roku 1995 model zajął 3. pozycję (za Fiatem Punto i VW Polo III).

### Lifting
Opel Omega B po faceliftingu do salonów trafił 9 października 1999 roku.
Choć sylwetka auta nie zmieniła się, to zmodyfikowano wiele szczegółów zarówno wewnątrz, jak i na zewnątrz auta, między innymi uległy zmianie: reflektory, światła tylne, przedni grill z maską, lusterka zewnętrzne, listwy boczne, konsola środkowa. Wprowadzono kolejne zmiany mające poprawić komfort jazdy i bezpieczeństwo między innymi system aktywnych zagłówków, asystenta hamowania, system ESP (od RM2002 i wyłącznie z silnikami 6-cylindrowymi – R6 2.5 DTI oraz V6 o pojemności 2.6 i 3.2), kolorową nawigację GPS czy pięciostopniową regulację podgrzewania foteli. Nowy Climatronic z czujnikiem jakości powietrza stał się wyposażeniem standardowym. Wprowadzono także zmodyfikowane jednostki napędowe.
W 2001 roku pojawił się pierwszy silnik wysokoprężny z systemem Common rail 2.5 DTI 150 KM produkcji Steyra, montowany m.in. BMW. Dwa lata później zakończono produkcję modelu Omega, nie prezentując bezpośredniego następcy. Ostatnia Omega B FL (z 797 011 wyprodukowanych sztuk) zjechała z taśmy produkcyjnej w Rüsselsheim am Main 25 czerwca 2003 roku i było to srebrne 3.2 V6. W polityce koncernu zrezygnowano z kontynuowania produkcji dużej limuzyny segmentu E.

#### V8
W połowie lat 90. XX wieku rozpoczęto prace nad topowym silnikiem V8. Aby dostosować Omegę B FL do silnika V8 zmodyfikowano ścianę grodziową, a układ kierowniczy (rodem z Rekorda) wymagał skonstruowania nowej miski olejowej oraz przekonstruowania układu smarowania. Do pojazdu trafił solidny układ przeniesienia napędu z Holdena Commodora. Pod koniec 1999 roku na drogi wyjechały dwa samochody prototypowe wyposażone w nowy silnik V8 oraz nową skrzynię biegów, która okazała się jednak słabym punktem. W marcu 2000 roku podczas targów motoryzacyjnych w Genewie oficjalnie zaprezentowano prototyp wersji napędzanej silnikiem V8 o pojemności 5.7 l i mocy maksymalnej 315 KM oraz maksymalnym momencie obrotowym wynoszącym 450 Nm. Silnik ten wykorzystywano m.in. w Chevrolecie Corvette. Ostatecznie jednak silnik ten nie wszedł do produkcji, jako seryjna jednostka ze względu na to, że spora jednostka umieszczona pod maską Omegi przegrzewała się podczas długich obciążeń, takich jak szybka jazda niemieckimi autostradami oraz ze względu na brak w ofercie General Motors odpowiedniej skrzyni biegów do tego silnika (W Chevrolecie Corvette skrzynia biegów umieszczona była z tyłu pojazdu, w Oplu Omega musiała być umieszczona z przodu). Silnik ten jednak był stosowany w opartych na Omedze modelach marki Holden, mianowicie w Holdenie Commodore oraz Holdenie Monaro. Prototyp modelu V8 wyposażony był m.in. w elektroniczne zegary.

### Silniki
- Benzynowe:
  - R4 2.0i 8V o mocy 116 KM (kod: X20SE) w latach 1994–1999
  - R4 2.0i 16V o mocy 136 KM (kod: X20XEV) w latach 1994–1999
  - V6 2.5i 24V o mocy 170,3 KM (kod: X25XE) w latach 1994
  - V6 2.6i 24V o mocy 180 KM (kod: X26XE) w latach 1998
  - V6 3.0i 24V o mocy 211 KM (kod: X30XE) w latach 1994–1999
- Diesla:
  - R4 2.0 DTI 16V o mocy 100 KM (X20DTH) w latach 1997–1999
  - R6 2.5 12V TD o mocy 130 KM (kod: 25TD) w latach 1994–1999
  - R6 2.5 12V TD o mocy 131 KM (kod X25TD) w latach 1996–1999

Pierwszy z wymienionych sześciocylindrowych silników wysokoprężnych jest jednostką austriackiej firmy Steyr (taka sama była dostępna w BMW tzw. TDS, gdzie miała 13 KM więcej z racji innego osprzętu), kolejna jednostka na liście jest to ten sam silnik zmodyfikowany przez Opla w celu spełnienia normy emisji spalin Euro 2.
Podobnie jak poprzednik, platforma Omegi służyła za bazę dla australijskiego Holden Commodore (od 1997 roku).

### Wyposażenie[20]
- CD (występujące od 04.1994 do 06.1998)
- CD Reflection (występujące od 07.1996 do 11.1998)
- Edition 100 (występujące od 12.1998 do 07.1999)
- GL (występujące od 07.1998 do 06.1999)
- MV6 (występujące od 04.1994 do 07.1999)
- Omega (występujące od 04.1994 do 06.1998)
- Sport (występujące od 05.1998 do 07.1999)
- Voyage (występujące od 07.1998 do 07.1999)

Standardowe wyposażenie wersji CD obejmuje m.in. przednie poduszki powietrzne, system ABS, elektryczne sterowanie szyb przednich, czteroramienną skórzaną kierownicę, światła przeciwmgłowe, podgrzewane dysze spryskiwaczy oraz radioodtwarzacz.
Pojazd wyposażyć można było m.in. w klimatyzację, tempomat, ultradźwiękowy system alarmowy, elektryczną regulację foteli, czujniki cofania, elektryczne sterowanie szyb tylnych, podgrzewanie i elektryczne sterowanie lusterek, szyberdach, podgrzewane przednie fotele, częściowo skórzaną tapicerkę oraz komputer pokładowy, sportowe siedzenia ze zintegrowanymi bocznymi poduszkami powietrznymi, alufelgi, reflektory ksenonowe z dynamiczną regulacją odległości świecenia i wysokociśnieniowym systemem oczyszczania.

#### Wyposażenie (FL)[21]
- Club (występujące tylko w nadwoziu kombi od 01.2001 do 06.2002)
- Design Edition (występujące od 11.2000 do 06.2002)
- Edition (występujące od 03.2002 do 06.2003)
- Edition 2000 (występujące od 02.2000 do 06.2000)
- Elegance (występujące od 10.1999 do 06.2001)
- Executive (występujące od 10.1999 do 06.2003)
- Omega (występujące od 10.1999 do 06.2001)
- Selection (występujące od 07.2001 do 06.2003)
- Sport (występujące od 10.1999 do 02.2002)

Samochód wyposażyć można było m.in. w skórzaną tapicerkę, cztery poduszki powietrzne, system ESP, dwustrefową klimatyzację automatyczną wyposażoną w czujnik jakości powietrza, reflektory ksenonowe, podgrzewane fotele oraz nawigację satelitarną, telefon satelitarny z zestawem głośnomówiącym, zmieniarkę płyt CD, światła przeciwmgłowe.

#### Silniki (FL)[21]
- Benzynowe:
  - R4 2.0i 16V o mocy 136 KM (kod: X20XEV) od 01.1994 do 06.2000
  - R4 2.2i 16V o mocy 144 KM (kod: Y22XE) od 10.1999 do 02.2000
  - R4 2.2i 16V o mocy 144 KM (kod: Z22XE) od 09.2000 do 06.2003
  - V6 2.5 24V o mocy 170 KM (kod: X25XE) od 01.1994 do 08.2000
  - V6 2.6 24V o mocy 180 KM (kod: Y26SE) od 09.2000 do 06.2003
  - V6 3.0 24V o mocy 211 KM (kod: X30XE) od 01.1994 do 11.2000
  - V6 3.2 24V o mocy 218 KM (kod: Y32SE) od 01.2001 do 06.2003
- Wysokoprężne:
  - R4 2.0 DTI 16V o mocy 100 KM (kod: X20DTH) od 01.1998 do 06.2000
  - R4 2.2 DTI 16V o mocy 120 KM (kod: Y22DTH) od 09.2000 do 06.2003
  - R6 2.5 12V TD o mocy 130 KM (kod: X25DT) od 01.1994 do 08.2001
  - R6 2.5 24V DTI o mocy 150 KM (kod: Y25DT) od 09.2001 do 06.2003

##### Dane techniczne (FL)
| Wersja                | Silnik                           | Układ zasilania     | Średnica × skok tłoka | St. sprężania      | Moc maksymalna                     | Maks. moment obrotowy          | 0–100 km/h         | V-max:             |
| Silniki benzynowe:    | Silniki benzynowe:               | Silniki benzynowe:  | Silniki benzynowe:    | Silniki benzynowe: | Silniki benzynowe:                 | Silniki benzynowe:             | Silniki benzynowe: | Silniki benzynowe: |
| --------------------- | -------------------------------- | ------------------- | --------------------- | ------------------ | ---------------------------------- | ------------------------------ | ------------------ | ------------------ |
| 2.2 16V               | R4 2,2 l (2198 cm³), DOHC        | wtrysk Sintec MS 71 | 86,00 × 94,60 mm      | 10,5:1             | 144 KM (106 kW) przy 5800 obr./min | 203 Nm przy 4000 obr./min      | 10,5 s             | 210 km/h           |
| 2.5 V6                | V6 2,5 l (2498 cm³), DOHC        | wtrysk Bo Mot       | 81,60 × 79,60 mm      | 10,8:1             | 170 KM (125 kW) przy 6000 obr./min | 227 Nm przy 3200 obr./min      | 9,5 s              | 228 km/h           |
| 2.6 V6                | V6 2,6 l (2597 cm³), DOHC        | wtrysk Bo Mot       | 83,20 × 79,60 mm      | 10,0:1             | 180 KM (132 kW) przy 6000 obr./min | 240 Nm przy 3400 obr./min      | 9,5 s              | 229 km/h           |
| 3.0 V6                | V6 3,0 l (2962 cm³), DOHC        | wtrysk Bo Mot       | 86,00 × 85,00 mm      | 10,8:1             | 211 KM (155 kW) przy 6000 obr./min | 270 Nm przy 3400 obr./min      | 7,9 s              | 255 km/h           |
| 3.2 V6                | V6 3,2 l (3175 cm³), DOHC        | wtrysk Bo Mot       | 87,50 × 88,00 mm      | 10,0:1             | 218 KM (160 kW) przy 6000 obr./min | 290 Nm przy 3400 obr./min      | 7,8 s              | 255 km/h           |
| Silniki wysokoprężne: |                                  |                     |                       |                    |                                    |                                |                    |                    |
| 2.0 DTI 16V           | R4 2,0 l (1995 cm³), DOHC, turbo | wtrysk              | 84,00 × 90,00 mm      | 18,5:1             | 101 KM (74 kW) przy 4300 obr./min  | 205 Nm przy 1650-3000 obr./min | 15,0 s             | 186 km/h           |
| 2.2 DTI 16V           | R4 2,2 l (2171 cm³), SOHC, turbo | wtrysk              | 84,00 × 98,00 mm      | 18,5:1             | 120 KM (88 kW) przy 4000 obr./min  | 280 Nm przy 1600 obr./min      | 12,5 s             | 195 km/h           |
| 2.5 TD                | R6 2,5 l (2497 cm³), SOHC, turbo | wtrysk              | 80,00 × 82,80 mm      | 22,5:1             | 130 KM (96 kW) przy 4500 obr./min  | 250 Nm przy 2200 obr./min      | 12,0 s             | 200 km/h           |
| 2.5 DTI               | R6 2,5 l (2497 cm³), DOHC, turbo | common rail         | 80,00 × 82,80 mm      | 17,5:1             | 150 KM (110 kW) przy 4000 obr./min | 300 Nm przy 1750 obr./min      | 10,5 s             | 208 km/h           |